# Дворянське зібрання (Харків)
Дворянське зібрання, Український будинок, будинок ВУЦВК — втрачена історична будівля в Харкові, яка розташовувалася на майдані Конституції (пл. Миколаївська, пл. Тевелєва). У 1919 році штаб-квартира командувача Добровольчої армії генерала В. З. Май-Маєвського, а у 1922—1934 роках тут збирався перший радянський український уряд — ВУЦВК. Будівля була зруйнована під час Другої світової війни в 1943 році, коли місто чотири рази переходило з рук в руки, після бойових дій не відновлювалася, і була розібрана. 

## Історія будівлі
У 1814 році харківське дворянство вирішує побудувати будинок в місті для проведення зборів. На будівництво було зібрано 128 987 рублів, проект був замовлений у архітектора Васильєва. 
У 1820 році всі роботи з будівництва споруди за проектом Васильєва Є.О. та Лобачевского В.Н. були закінчені. Будинок після зведення було прикрашено гарматами харківської фортеці. У цьому ж, 1820 році, місто відвідав цар Олександр I і дворяни влаштували в новій будівлі бал на честь приїзду царя. Раз на три роки в будівлі збиралося кілька сотень харківських дворян і серед них проводилися вибори до Дворянського зібрання. 
Після пожежі 1871 року Будинок дворянського зібрання було дещо перебудовано. 
13 березня 1893 року в приміщенні Дворянського зібрання в Харкові відбувся виступ відомого композитора П. І. Чайковського. 
У 1914 році з початком Першої світової війни будинок Дворянського Зібрання був перетворений на лазарет. У грудні 1917 року в приміщенні відбувся так званий Перший Всеукраїнський з'їзд Рад.

## Штаб-квартира командувача Добровольчої армії
В період Громадянської війни, коли з червня по жовтень 1919 року в Харкові було встановлено "білу владу" Збройних сил Півдня Росії, в будівлі Дворянського зібрання була розміщена штаб-квартира командувача Добровольчої Армією генерал-лейтенанта В. З. Май-Маєвського, призначеного Головнокомандувачем Харківської області (при цьому штаб Добрармії знаходився поруч, в готелі «Гранд-отель "Европа"» на Сергіївській площі). У сквері перед цією будівлею влітку 1919 року делегація російських промисловців на чолі з Рябушинським вручила Май-Маєвському золоту шашку. Події, що відбувалися навколо будівлі Дворянського зібрання в другій половині 1919 року (пошук ад'ютантом командувача Павлом Макаровим (Павлом Кольцовим) будівлі для розміщення штабу в Харкові і перебуванням потім в ньому штабу) були екранізовані і відображені в художньому фільмі «Ад'ютант його високоповажності».

## Будинок ВУЦВК
З 1922 по 1934 рік в будівлі Дворянського зібрання розмістився Всеукраїнський центральний виконавчий комітет (ВУЦВК) — найвищий законодавчий орган УРСР (попередник Верховної Ради УРСР). Тут проходили з'їзди і конференції КП(б)У, ЛКСМУ, сесії ВУЦВК. Майдан навколо будівлі на ці роки став головним майданом республіки. У 1922—1924 роках будівлю Дворянського зібрання було реконструйовано і розширено за рахунок сусідніх корпусів готелів, за проектом архітектора А. В. Линецького. Вона набула вигляду палацу в стилі класицизму з шестиколонним портиком іонічного ордера і куполом на даху.

## Перший в СРСР палац піонерів
У 1935 році, після переведення столиці до Києва і переїзду уряду, будинок був переданий першому в Союзі Палацу піонерів. Напередодні нового, 1936 року перед цією будівлею було запалено першу в УРСР новорічну ялинку для дітей, автором сценарію цього заходу був Петро Львович Слонім. 

## Руйнування

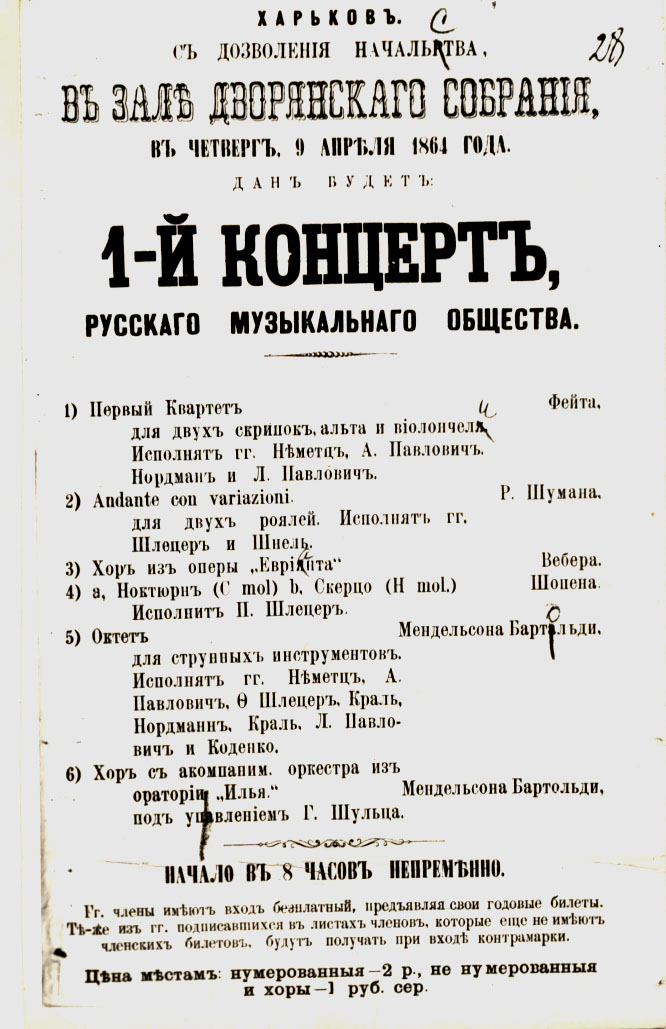
Афіша концерту, 1864

У Німецько-радянської війни, під час боїв за місто в 1943 році, будівля була сильно пошкоджена, частково зруйнована. Відновлювати її не стали. Зараз на місці будинку розташовуються пішохідна частина площі і Монумент «Україна, що летить». 
В останні роки свого існування будівля була відображена на кольорових фотографіях німецької фотохроніки, завдяки чому залишилася можливість зберегти пам'ять про будівлю. 